# Хакиспахова къща
Хакиспаховата къща (на албански: Banesa e Haki Spahos) е възрожденска къща в деволското село Сул, Република Албания. На 16 февруари 1979 година е обявена за архитектурен паметник на Албания.

## Описание
Къщата е от началото на XIX век. Реконструирана е около 80-те години на XX век. Представлява двуетажната къща с осем стаи, с коридори отпред и отзад на къщата и с чардак на втория етаж. Част от чардака близо до прозорците е издигнат между стъпала и е заобиколен от дървени перголи. Стаите на горния етаж са всекидневни. Чардакът и горните имат по три прозореца. Предната част, чардакът и вторият етаж са измазани, а отстаналите части са покрити с камък.